# Augustinópolis
Augustinópolis är en kommun i Brasilien.   Den ligger i delstaten Tocantins, i den centrala delen av landet, 1 100 km norr om huvudstaden Brasília. Antalet invånare är 15 965.
Omgivningarna runt Augustinópolis är huvudsakligen savann. Runt Augustinópolis är det ganska glesbefolkat, med 31 invånare per kvadratkilometer.